# Gberdao Kam
Gberdao Kam (Dolo (Bougouriba), 19 mei 1958) is een Burkinees jurist. Hij maakte een carrière als advocaat, rechter-president en openbaar aanklager, en werkte vervolgens voor het Ministerie van Justitie waar hij toezicht hield op rechtbanken in het land en verantwoordelijkheid had over het ondersteuningsprogramma voor democratie, de rechtsstaat en goed overheidsbestuur. Sinds 2004 is hij rechter voor het Rwanda-tribunaal in Tanzania.

## Levensloop
Kam studeerde vanaf 1979 rechten aan de Universiteit van Ouagadougou en slaagde hier in 1983 als Master of Laws op het gebied van burgerlijk recht. Vanaf 1984 studeerde hij een jaar aan de Parijse dependance van de École nationale de la magistrature (ENM), dat in Frankrijk de aangewezen school is voor de opleiding van rechters. Verder doorliep hij meerdere stages en volgde hij verschillende workshops en seminars.
Vanaf 1985 was hij onderzoeksrechter voor de Rechtbank van Eerste Aanleg van Bobo-Dioulasso en van 1987 tot 1988 president van de Rechtbank van Eerste Aanleg van Tenkodogo. Aansluitend werkte hij vier jaar als advocaat in Ouagadougou, tot hij in 1992 werd benoemd tot president van het regionaal hof van Bobo-Dioulasso. Aansluitend was hij van 1995 tot 1996 president van het regionale hof van Koudougou en tot 1999 openbaar aanklager van het Hof van Beroep van Ouagadougou. Van 1991 tot 1992 was hij daarnaast lid van de onafhankelijke commissie die de moord onderzocht op Oumarou Clément Ouedraogo, de toenmalige secretaris-generaal van de Partij van de Arbeid van Burkina Faso.
Vanaf 1999 werkte hij voor het Ministerie van Justitie. Tot 2001 hield hij hier toezicht op de rechtbanken voor civiele, straf-, handel-, arbeids- en bestuurszaken en was hij erna onderzoeks- en planningsdirecteur voor het ministerie. Vanaf 2003 was hij daarnaast ook nationaal coördinator voor het ondersteuningsprogramma voor democratie, de rechtsstaat en goed overheidsbestuur. Hij had vanaf 1998 zitting in verschillende commissies, waaronder de commissie voor de privatisering van overheidsbedrijven, en was betrokken bij het opstellen van het verdrag van Rome dat leidde tot de totstandkoming van het Internationale Strafhof. Verder was hij tussen 1998 en 2000 vertegenwoordiger van de regering in het Militair Tribunaal van Ouagadougou.
In 2004 werd hij gekozen tot rechter van het Rwanda-tribunaal in de Tanzaniaanse stad Arusha. In 2012 werd hij daarnaast ook beëdigd tot rechter van het Internationale Residumechanisme voor Straftribunalen, dat de lopende zaken afhandelt van het Rwanda-tribunaal en het Joegoslavië-tribunaal.